# Lourenço Rodrigues de Abreu
Lourenço Rodrigues de Abreu (1210 -?) foi um nobre português, senhor de Regalados e o 4º senhor da Torre e honra de Abreu, ou seja, Senhor do Solar de Abreu. Foi contemporâneo do rei D. Afonso III de Portugal e de D. Sancho II de Portugal.

## Relações familiares
Foi filho de Rui Gomes de Abreu (1170 -?). Casou com uma senhora cujo nome não foi registados pela documentação medieval, de quem teve:
1. Gonçalo Rodrigues de Abreu
2. Gomes Lourenço de Abreu (1250 -?) casado com D. Guiomar Lourenço de Valadares, filha de Lourenço Soares de Valadares (1230 -?) e de sua segunda mulher, D. Sancha Nunes de Chacim (1240 -?).